# マイケル・アンガラノ
マイケル・アンソニー・アンガラノ（Michael Anthony Angarano, 1987年12月3日 - ）は、アメリカ合衆国出身の俳優。
ブルックリン生まれ。イタリア系。

## 出演

### 映画
- ミュージック・オブ・ハート Music of the Heart （1997年）
- あの頃ペニー・レインと Almost Famous （2000年）
- シービスケット Seabiscuit （2003年）
- ファンタジー・ファクトリー The Dust Factory （2003年）
- ディア・ウェンディ Dear Wendy （2005年）
- スカイ・ハイ Sky High （2005年）
- ロード・オブ・ドッグタウン Lords of Dogtown （2005年）
- たとえば願いが叶うなら One Last Thing... （2006年）
- スノー・エンジェル Snow Angels （2007年）
- ドラゴン・キングダム The Forbidden Kingdom （2008年）
- Mr.ゴールデン・ボール/ 史上最低の盗作ウォーズ Gentlemen Broncos （2009年）
- レッド・ステイト Red State （2011年）
- エージェント・マロリー Haywire （2011年）
- 最低で最高のサリー The Art of Getting By (2011年)
- 11ミリオン・ジョブ Empire State (2013年)
- 45歳からの恋の幕アケ!! The English Teacher (2013年)
- ワイルドカード Wild Card (2015年)
- プリズン・エクスペリメント The Stanford Prison Experiment (2015年)
- Avenues (2017年)
- Sun Dogs (2017年)
- In a Relationship (2018年)

### テレビシリーズ
- The Knick/ザ・ニック (2014年 - 2015年)
- THIS IS US/ディス・イズ・アス (2018年)

## 参照
1. ↑  Angarano, Michael (2001年4月14日). “Re: Hi Mike, do you have ...”.   The Official Michael Angarano Web Site. 2006年11月30日閲覧。